# Virginie Faivre
Virginie Faivre (* 6. September 1982 in Lausanne) ist eine ehemalige Schweizer Freestyle-Skisportlerin. Sie war auf die Disziplin Halfpipe spezialisiert. Ihre grössten Erfolge sind die Weltmeistertitel 2009, 2013 und 2015 sowie drei Siege in der Weltcup-Disziplinenwertung. Gelegentlich nahm sie auch an Slopestyle-Wettbewerben teil. 
Sie ist Präsidentin des Organisationskomitees der Olympischen Jugend-Winterspiele 2020 in Lausanne.

## Biografie
Faivre stammt aus Saint-Légier im Kanton Waadt. Nach dem Besuch des Gymnasiums und neben ihrer Sportkarriere schloss sie zwei Fernstudien ab, darunter in Sportmanagement. Zu Beginn ihrer Sportkarriere war sie eine alpine Skirennfahrerin. Sie nahm an FIS-Rennen und nationalen Meisterschaften teil, nennenswerte Erfolge blieben jedoch aus. Im April 2000 bestritt sie ihr letztes Alpinrennen. 2002 reiste sie nach Kanada und kam in Whistler mit der Freestyle-Szene in Berührung, woraufhin sie diese Sportart professionell auszuüben begann.
Beim ersten Halfpipe-Weltcupwettbewerb überhaupt, das am 22. November 2003 in Saas-Fee stattfand, belegte Faivre den 2. Platz, gefolgt von einem weiteren 2. Platz dreieinhalb Monate später. In der Weltcupsaison 2004/05 klassierte sie sich weitere drei Mal als Zweite. Bis zum nächsten Podestplatz vergingen fast vier Jahre, bis sie am 11. Januar 2009 in Les Contamines ihren ersten Weltcupsieg feiern konnte. Sie sicherte sich mit einem weiteren 2. Platz die Halfpipe-Disziplinenwertung und gewann bei der Weltmeisterschaft 2009 in Inawashiro die Goldmedaille. In der Weltcupsaison 2010/11 stand sie zweimal auf dem Podest, 2011/12 einmal.
Mit einem Sieg in Krasnaja Poljana, einem zweiten und einem dritten Platz sicherte sich Faivre in der Saison 2012/13 erneut die Halfpipe-Disziplinenwertung. Bei der Weltmeisterschaft 2013 gewann sie zum zweiten Mal den Weltmeistertitel. Aufgrund einer Rückenverletzung konnte sie vor der Saison 2013/14 kaum trainieren, erreichte aber bei den Olympischen Winterspielen 2014 in Sotschi dennoch den vierten Platz. Bei der Weltmeisterschaft 2015 in Kreischberg gewann sie zum dritten Mal den Weltmeistertitel.
Am 17. Dezember 2016 gab Faivre ihren Rücktritt bekannt. Als Grund gab sie an, dass sie noch immer an den Folgen mehrerer Gehirnerschütterungen leide, die sie sich im Laufe ihrer Karriere zugezogen hat. «Meine Gesundheit hat jetzt erste Priorität. Es ist schwierig den Trainingsrückstand auf die Weltspitze wieder aufzuholen. Ich will und kann nicht mehr alles riskieren.»

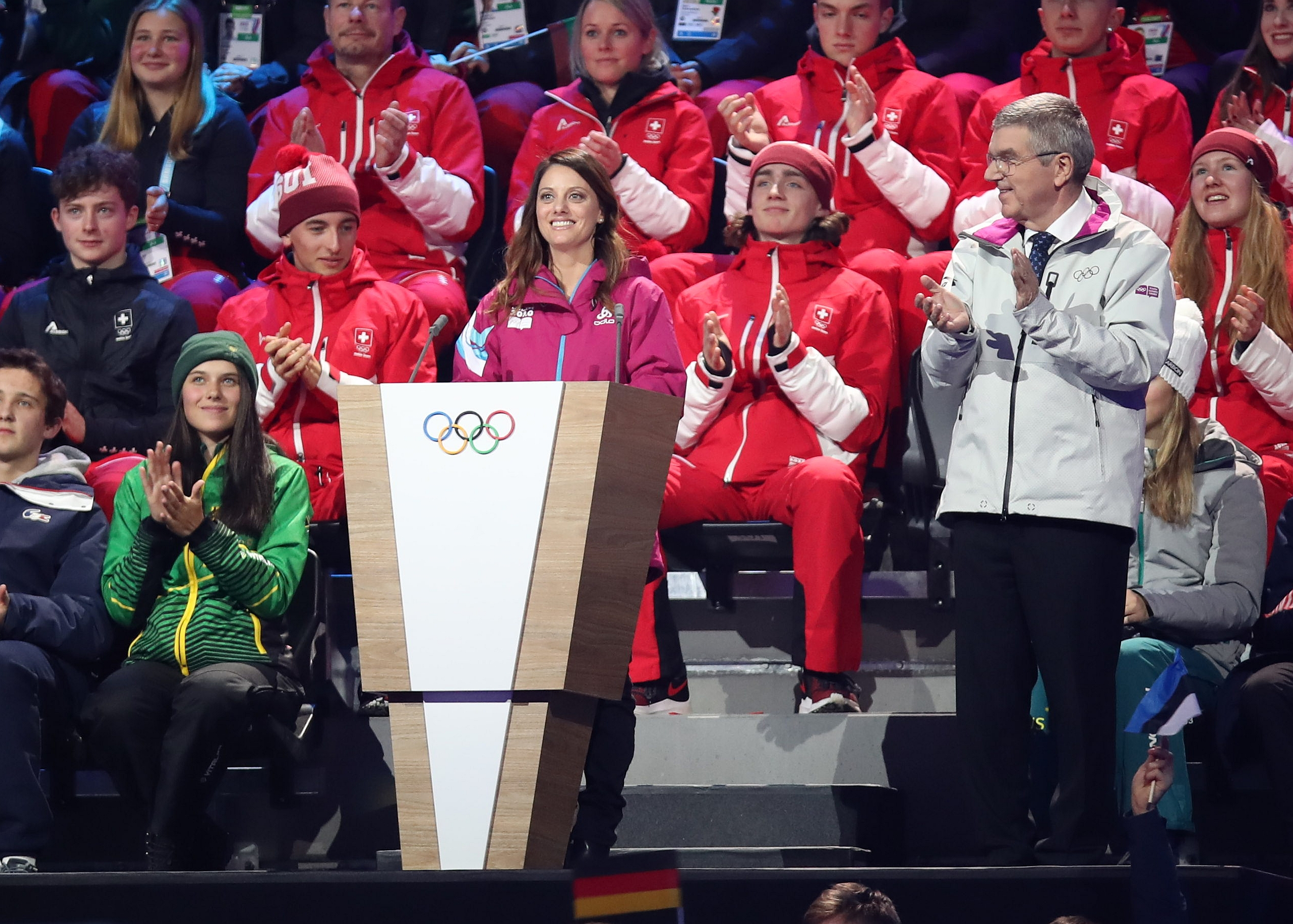
Faivre bei der Eröffnung der Olympischen Jugendspiele

Seit Januar 2019 ist Faivre Präsidentin des Organisationskomitees der Olympischen Jugend-Winterspiele 2020 in Lausanne. Sie trat die Nachfolge von Patrick Baumann an, der im Oktober 2018 verstorben war.

## Erfolge

### Olympische Spiele
- Sotschi 2014: 4. Halfpipe

### Weltmeisterschaften
- Ruka 2005: 4. Halfpipe
- Inawashiro 2009: 1. Halfpipe
- Voss 2013: 1. Halfpipe
- Kreischberg 2015: 1. Halfpipe

### Weltcupwertungen
- Saison 2003/04: 3. Gesamtweltcup, 2. Halfpipe-Weltcup
- Saison 2007/08: 1. Halfpipe-Weltcup
- Saison 2008/09: 10. Gesamtweltcup, 1. Halfpipe-Weltcup
- Saison 2010/11: 3. Halfpipe-Weltcup
- Saison 2011/12: 7. Halfpipe-Weltcup
- Saison 2012/13: 2. Gesamtweltcup, 1. Halfpipe-Weltcup

### Weltcupsiege
Faivre errang im Weltcup zwölf Podestplätze, davon zwei Siege:
| Datum            | Ort              | Land       |
| ---------------- | ---------------- | ---------- |
| 11. Januar 2009  | Les Contamines   | Frankreich |
| 16. Februar 2013 | Krasnaja Poljana | Russland   |

### Weitere Erfolge
- Siegerin European Open (Halfpipe 2009, 2011; Slopestyle 2006, 2007, 2008)
- Siegerin World Ski Invitational (Slopestyle 2007)
- Siegerin Taravana Freestyle (2007)
- Siegerin Saas-Fee Ride (2003, 2007)
- Siegerin Rip Curl Freeski (Halfpipe 2003)

## Belege
1. ↑  Ihr Herz schlägt olympisch. In: SonntagsZeitung. 5. Januar 2020, archiviert vom Original; abgerufen am 7. Januar 2020.
2. ↑  Virginie Faivre tritt zurück. Swiss-Ski, 17. Dezember 2016, abgerufen am 7. Januar 2020.
3. ↑  Virginie Faivre neue Präsidentin des Organisationskomitees Lausanne 2020. Lausanne 2020, 3. Januar 2019, abgerufen am 7. Januar 2020.

| Personendaten    | Personendaten                     |
| ---------------- | --------------------------------- |
| NAME             | Faivre, Virginie                  |
| KURZBESCHREIBUNG | Schweizer Freestyle-Skisportlerin |
| GEBURTSDATUM     | 6. September 1982                 |
| GEBURTSORT       | Lausanne                          |